# Nike Missile Site HM-69
Le Nike Missile Site HM-69 est un site américain de lancement de missiles dans le comté de Miami-Dade, en Floride. Protégée au sein du parc national des Everglades, cette installation du projet Nike est construite en 1964 par le corps du génie de l'armée des États-Unis, désaffectée à partir de 1979, et inscrite au Registre national des lieux historiques depuis le 27 juillet 2004.
Le site se situe à 160 miles des côtes cubaines. Le site contenait des missiles à tête nucléaire cumulant une force de frappe trois fois la puissance d'Hiroshima. Les missiles du site pouvaient atteindre les terres de Cuba. Sa construction s'inscrit dans le contexte de la crise des missiles de Cuba.